# سلافيتشا كوبريفيكا
سلافيتشا كوبريفيكا (بالصربية: Славиша Копривица) مواليد 17 يونيو 1968 في بلغراد، جمهورية صربيا الاشتراكية، هو لاعب كرة سلة صربي معتزل. بدأ مسيرته الاحترافية في سنة 1985. اعتزل اللعب في 2008.

## المسيرة الاحترافية
لعب مع نادي بارتيزان لكرة السلة من سنة 1985 إلى 1987، ثم لعب مع نادي غوريتسيا لكرة السلة في موسم 1994–1995، ثم لعب مع نادي سولنوكي أولاي لكرة السلة في موسم 2000–2001.